# N3级战列舰
N3级战列舰（N3 class）是英国皇家海军在汲取了第一次世界大战中的经验后设计的一个无畏舰舰级。这一舰级的设计与G3级战列巡洋舰类似，但配备有更强大的火炮和更厚重的装甲。由于1922年签署的《华盛顿海军条约》将战列舰的排水量限制在35,000長噸（36,000公噸）以内，而火炮口径则不得超过16英寸（406），因此该舰级最终没有推进到实际建造环节。

## 背景
1916年，美国政府宣布要建立一支“首屈一指”的海军，美国国会为此批准建造大量战列舰和战列巡洋舰。作为回应，日本政府也开始了大规模的军舰建造计划（即八八舰队）。在一战期间，两艘复仇级战列舰的改进型舰只的舰体被英国皇家海军最终改造成了声望级战列巡洋舰。而英国在战争期间开工的新主力舰仅有海軍上將級戰鬥巡洋艦。然而在1916年的日德兰海战后，海军上将级的设计受到质疑，同级的三艘舰艇被取消建造，只有“胡德”号被按照修改后的设计方案完成建造。
由于需要优先建造小型舰船，美国的大型军舰造舰计划被推迟。尽管如此，依照海军部的估计，到20世纪20年代初英国皇家海军就将在舰艇数量上落后其他各国海军。到1920年初时，美国已经完成了第一次世界大战结束后一艘战列舰的建造，另外还有五艘战列舰正在建造中。1920年至1921年间，美国海军计划再建造7艘战列舰，其中6艘为装备12门16英寸火炮，体型巨大、威力强大的南达科他级。而自一战结束以来，日本也已建成了一艘战列舰，还有三艘战列舰正在建造中。为了应对这种状况，英国海军部最初计划分别在1921-22财政年度和1922-23财政年度各建造三艘战列舰和一艘战列巡洋舰，但后来改为先建造四艘G3级战列巡洋舰，之后预计在第二年再建造四艘战列舰。
1920年6月，设计方向英国海军展示了两套方案，它们都源自1914年的“U-4”号战列舰设计案，排水量约为50,000長噸（51,000公噸），装备8门或9门火炮，分别安装在四座双联装或三座三联装炮塔中，这些炮塔计划配备当时正在研发的新型18英寸（457）火炮。该设计的唯一限制是无法使用英国船坞且无法在苏伊士运河航行。设计案中最不寻常的特点是所有炮塔都不采用背负式设计，估计是为了将重心保持在尽可能低的水平，并避免高大的背负式炮座所需的额外重量。
这一设计稿在同年10月份进行了修订，并分为战列舰和战列巡洋舰两个独立的设计方案。战列舰设计按字母顺序从L到N命名，分别使用三联装或双联装炮塔（以3或2表示）。其中“L2”和“L3”号均装备背负式主炮，主装甲带采用倾斜水线装甲带，厚度降至15英寸（381），主装甲甲板则为8英寸（203）厚（在倾斜装甲带与装甲甲板连接处为9英寸（229）厚）。这些舰只的设计速度均为25節（46每小時；29英里每小時）并采用方形艉。“L2”号的排水量52,100長噸（52,900公噸），而“L3”号则轻了1000吨。
设计案“M2”号和“M3”号虽然分别于同年11月和12月推出，与之前的设计案却有很大不同。“M2”号和“M3”号通过将后炮塔移至舰舯部来牺牲正后方的火力，从而缩短装甲堡的长度并减轻重量。与早期更传统的设计方案相比，“M2”号降低了1,540長噸（1,560公噸）的排水量，而“M3”号则进一步减轻了1,740長噸（1,770公噸）。此外，当时人们认为通过只使用两具螺旋桨轴将比使用四具较小的螺旋桨更能提高机动能力，但设计速度被降低至23—23.5節（42.6—43.5每小時；26.5—27.0英里每小時）。这些修改为“M2”号进一步节省了4,350長噸（4,420公噸）排水量，“M3”号则节省了5,000長噸（5,100公噸）。“M3”号方案的加长版被选中进一步发展为“N3”号方案，并于1921年11月获得最终的认可。

## 方案描述

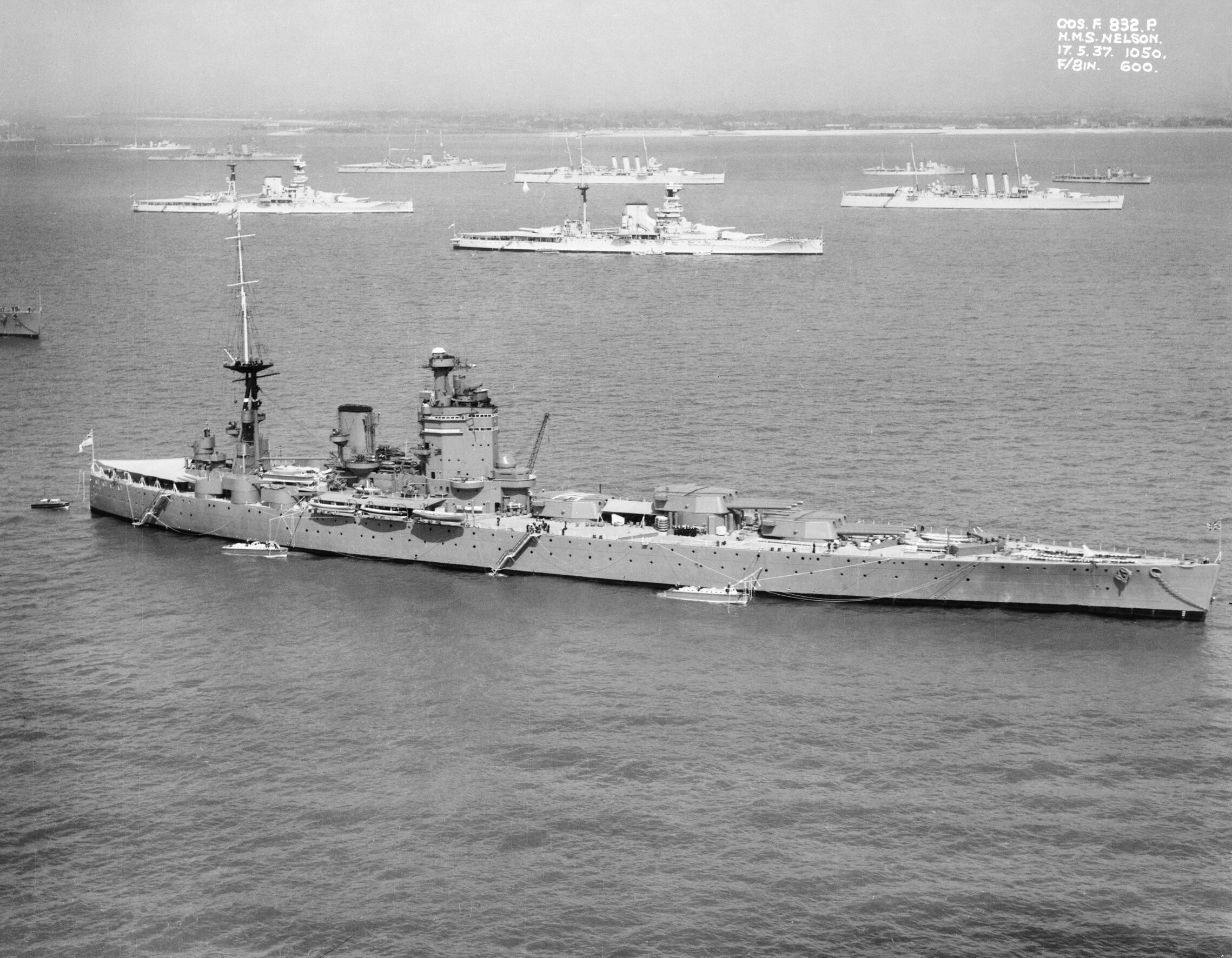
N3设计案的许多方面都被融入到了“纳尔逊”号战列舰中，如图所示。

N3设计案中最引人注目的是三座主炮都集中在轮机舱的前方，而塔桥结构则位于前两个炮塔的后方。这为火控设备提供了更好、更稳定的基础，大大改善了住宿条件和防风雨能力。
N3级战列舰的尺寸明显大于作为前身的复仇级战列舰，其设计总长度为820英尺（249.9），舷宽106英尺（32.3），满载时吃水深33英尺（10.1）。设计排水量大约为48,500長噸（49,300公噸），几乎是老式舰的两倍。此外还配备有一个完整的7英尺（2.1）深双船底。
这一型战列舰计划将配备两组齿轮传动蒸汽涡轮机组，每组驱动一具螺旋桨轴，位于锅炉房前方的两个轮机舱中。这使得烟囱可以放置在舰体更靠后的位置，从而增强了后炮塔向后射击的角度。这些涡轮机设计由小管锅炉提供动力，旨在产生总共56,000匹軸馬力（42,000千瓦特）的输出功率。这些舰只的最大设计速度约为23节。
虽然英国公司曾为其他海军设计过三联装炮塔，但将主炮安装在三联装炮塔中对皇家海军来说还是一次全新的尝试。选择较高的初速和相对较轻的炮弹这一做法借鉴了德国舰船的经验，而这与之前的英式火炮相反，例如42倍径BL 15英寸Mark I火炮这样的设计，都是以较低的初速发射重型炮弹。

### 武器
N3级战列舰设计装备9门45倍径BL 18英寸火炮，分别安装在三座三联装炮塔中，从舰首到舰尾分别标记为“A”、“B”和“X”炮塔。这些火炮的最大仰角为40°。由于这些火炮从未完成并进行试射，因此关于它们的具体规格消息来源众说纷纭。海军历史学家约翰·坎贝尔（John Campbell）称这种巨炮使用的炮弹重量为2,916英磅（1,323），炮口初速为2,650英尺每秒（810每秒），但艾伦·雷文（Alan Raven）和约翰·罗伯茨（John Roberts）指出炮弹重量为2,837英磅（1,287），炮口初速则为2,700英尺每秒（820每秒）。基于美国海军的装甲穿透经验公式计算得出，这些火炮在零倾角下，当炮口速度为2,700英尺每秒（820每秒）时的最大穿透力为36.82英寸（935.3毫米）。理论上，这使得这些火炮成为当时世界上最强大的海军武器，甚至超过了大和级战列舰上的460毫米火炮的穿透力。N3级战列舰还配备有16门BL 6英寸Mk XXII火炮，这些副炮被安装在背负式双联装炮塔中。其中四座炮塔位于前部上层建筑周围，另外四座位于舰尾。这些副炮仰角可以在-5°至+60°之间调整，发射100英磅（45）炮弹，初速为2,945英尺每秒（898每秒）。在45°仰角时，这些副炮的最大射程为25,800碼（23,600），射速为每分钟五发。
舰上配备一个由6门QF 4.7英寸Mk VIII炮组成的防空炮组。这些炮的最大俯角为-5°，最大仰角为90°，可发射50英磅（23）高爆弹，炮口初速为2,457英尺每秒（749每秒），射速为每分钟8至12发。这些火炮的最大射程为32,000英尺（9,800），但有效射程要小得多。这些舰只还计划搭载4座10管炮架用于安装40（1.6英寸）QF 2磅炮，两座位于烟囱后方，另两座位于舰尾。每门速射炮管装有1300发炮弹。这款炮发射40（1.6英寸）0.91英磅（0.41）炮弹，炮口初速为1,920英尺每秒（590每秒），有效射程为3,800碼（3,500），射速约为每分钟96-98发。
与此前的英国战列舰一样，这些舰艇也计划配备一对水下舷侧发射的鱼雷发射管。鱼雷舱室位于平台甲板上“A”炮塔弹药库的正前方。和平时期每具鱼雷管携带6枚24.5英寸（622）鱼雷，但战时则增加到8枚。这些Mark I型鱼雷装有743英磅（337）TNT弹头，以富氧空气为动力。它们有两种速度设置来决定射程，以35節（65每小時；40英里每小時）航速进行时射程为15,000碼（13,716），而以30節（56每小時；35英里每小時）航速新进时射程可达到20,000碼（18,288）。

### 火力控制
该型战列舰的主炮可以由两座指挥仪塔（DCT）中的任一座进行控制。主DCT安装在前上层建筑的顶部。另一套则安装在指挥塔顶部的装甲罩内。每座主炮塔均配备一座41英尺（12.5）叠象测距仪，位于炮塔顶部装甲外壳内。副炮主要由安装在舰桥两侧的两个DCT控制。4.7英寸防空炮由安装在后桅杆上的高角度控制系统进行控制。每座2磅炮都有自己的指挥系统，还有一个高度测量仪位于舰尾。两个15英尺（4.6）鱼雷测距仪被安装于烟囱的两侧。

### 装甲
N3级和G3级战列巡洋舰首次在英国战列舰中采用要么全要，要么全不要的防护理念。第一次世界大战期间，中等厚度的装甲被证明无法阻挡大口径炮弹，因此舰船的重要部位受到最厚的装甲保护，而舰船的其余部分则没有装甲。从内华达级战列舰开始，当代美国海军战舰设计率先采用了这一防护理念。这种防护理念要求装甲堡垒具有足够的储备浮力，即使舰体的其余部分被炮火击穿，也能保持船舶的稳定。
N3级战列舰的水线装甲带最大厚度为15英寸（381），装甲上部向外倾斜25°。这个倾斜角增加了装甲相对于水平方向近距离火力的相对厚度，但也减少了装甲的相对高度，从而增加了被炮弹穿过或绕过装甲的风险。装甲带长度约为463英尺（141.1），从“A”炮塔前方9英尺（2.7）延伸到6英寸弹药库的后段。在覆盖在轮机和锅炉房上方的约115英尺（35.1）长区域内，部分装甲厚度减少到13.5英寸（343）。水线装甲带的高度为14英尺3英寸（4.3），其中4英尺6英寸（1.4）在设计水线下。由4英寸（102）厚度的高强度钢制成的装甲带在弹药库前的下缘还向下延伸3英尺（0.9）。装甲倾斜36°，以防止炮弹以高速通过波谷击中弹药库。装甲带两端连接14英寸（356）水密舱壁。8英寸（203）装甲甲板与水线装甲带的长度相匹配，并向下倾斜以与水线装甲带的上边缘相接。甲板向前延伸覆盖了鱼雷舱，鱼雷舱有一个9英寸（229）厚的独立横向舱壁提供防护。操舵装置受6英寸（152）厚甲板和舱壁防护。
炮塔正面装甲厚度为18英寸（457），而其侧面装甲可能为14英寸（356），顶部装甲厚度为8英寸。炮座和指挥塔的装甲为15英寸，指挥塔与上层甲板的通讯管道装甲厚度为8英寸。指挥塔顶部的火控指挥仪外罩一个4到6英寸厚的装甲罩。
N3级战列舰的防鱼雷凸起位于舰体内部，旨在抵御750英磅（340）鱼雷弹头。它们由外部气囊、内部浮力空间和厚度为2英寸（51）的鱼雷舱壁组成。舱壁位于舰体侧面向内约16英尺（4.9）的位置。战后对该系统的复制品进行的测试表明，以水填充浮力空间，可以达成像“胡德”号那样使用密封的钢制破碎管同样的效果，而且重量更轻。

## 取消
由于当时各国正在谈判制定的军备限制条约《华盛顿海军条约》中禁止建造排水量超过35,000吨的舰船，这四艘N3级战列舰从未被正式订购。然而这一设计方案的许多特点最终被纳入了两艘纳尔逊级战列舰中，为此后者经常被描述为缩小版的N3级。事实上，纳尔逊级获得了设计编号“O3”号，标志着它们是设计序列中的下一个方案。然而出于成本原因并遵守条约对主炮16英寸口径的限制，纳尔逊级使用了为G3级战列巡洋舰设计的火炮。

## 脚注

### 引用
1. 1 2 3  Campbell, Part 1, p. 4
2. ↑  Friedman (1985)，第420, 446頁.
3. ↑  Brown (1999)，第172–173頁.
4. ↑  Campbell, Part 2, p. 13
5. 1 2  Raven & Roberts (1976)，第102頁.
6. ↑  Brown (1999)，第174頁.
7. ↑  Raven & Roberts (1976)，第102, 105頁.
8. ↑  Raven & Roberts (1976)，第127頁.
9. ↑  Raven & Roberts (1976)，第101, 105頁.
10. ↑  Brown (1999)，第174–175頁.
11. ↑  Campbell, Part 1, p. 9
12. ↑  Campbell, Part 1, p. 7
13. ↑  Raven & Roberts (1976)，第105–106頁.
14. ↑  Campbell, Part 1, pp. 6–7
15. 1 2 3 4  Raven & Roberts (1976)，第106頁.
16. ↑  . Navweaps.com. 2006-12-23  [2020-11-10]. （原始内容存档于2020-11-11）.
17. ↑  . Navweaps.com. 2007-04-23  [2020-11-10]. （原始内容存档于2016-11-15）.
18. 1 2  Raven & Roberts (1976)，第100頁.
19. 1 2  . Navweaps.com. 2007-01-07  [2010-07-26]. （原始内容存档于2011-09-10）.
20. 1 2 3 4 5 6  Campbell, Part 3, p. 42
21. ↑  . Navweaps.com. 2006-12-31  [2010-07-26].
22. ↑  . Navweaps.com. 2008-02-20  [2010-06-07]. （原始内容存档于2015-06-26）.
23. ↑  . Navweaps.com. 2009-01-12  [2010-03-07]. （原始内容存档于2012-03-30）.
24. 1 2  Raven & Roberts (1976)，第100, 106頁.
25. ↑  叶永昌 (1997)，第135頁.
26. 1 2  杨冯生 (2021)，第141頁.
27. ↑  梁启康 (2021)，第738頁.
28. ↑  Raven & Roberts (1976)，第92頁.
29. 1 2  Campbell, Part 3, p. 43 and Part 4, p. 37
30. ↑  Raven & Roberts (1976)，第93頁.
31. ↑  Campbell, Part 4, pp. 37–38